# Лора (ураган)
Ураган Лора (англ. Hurricane Laura, також відомий як Лаура ісп. Laura) — перший ураган четвертої категорії в Атлантиці в сезоні 2020 року. Серед тридцяти іменованих штормів усіх сезонів в басейні Північно-Атлантичного океану, цей є найбільш раннім; він утворився на вісім днів раніше урагану Луїс 1995 року. Ураган Лора пов'язують з ураганом «Last Island» 1856 року та ураганом «Іда» як найсильніший ураган за всю історію, який здійснив вихід у американському штаті Луїзіана.
Ураган утворився з великої тропічної хвилі, яка 16 серпня рушила з узбережжя Західної Африки і стала тропічною депресією. Лора потрапила на Малі Антильські острови та Пуерто-Рико як тропічний шторм, потім перемістилася через Домініканську республіку, Гаїті та Кубу. В цей час було оголошено попередження про тропічний шторм та евакуацію понад 260 000 людей на Кубі. Приблизно тоді лінія дощів, вбудовані в зовнішні дощові смуги, досягли Південної Флориди, що призвело до сильних поривів вітру, злив, збільшення прибою та ймовірність повені у Флорида-Кіс. На початку, 25 серпня, Лора увійшла в Мексиканську затоку і посилилась до урагану 1 категорії. Хоча помірний зсув вітру та сухе повітря затримали значне посилення, тиск Лори почав швидко падати цього дня, оскільки більш сприятливі атмосферні умови та тепла температура моря дозволили урагану наступного дня швидко посилитися. Тож 26 серпня Лора стала ураганом 4 категорії. Потім 27 серпня о 6:00 UTC Лора вийшов на узбережжя штату Луїзіана.
Внаслідок урагану Лора загинуло щонайменше 77 людей: 31 на Гаїті, чотири в Домініканській Республіці та 42 в США.

## Метеорологічна історія

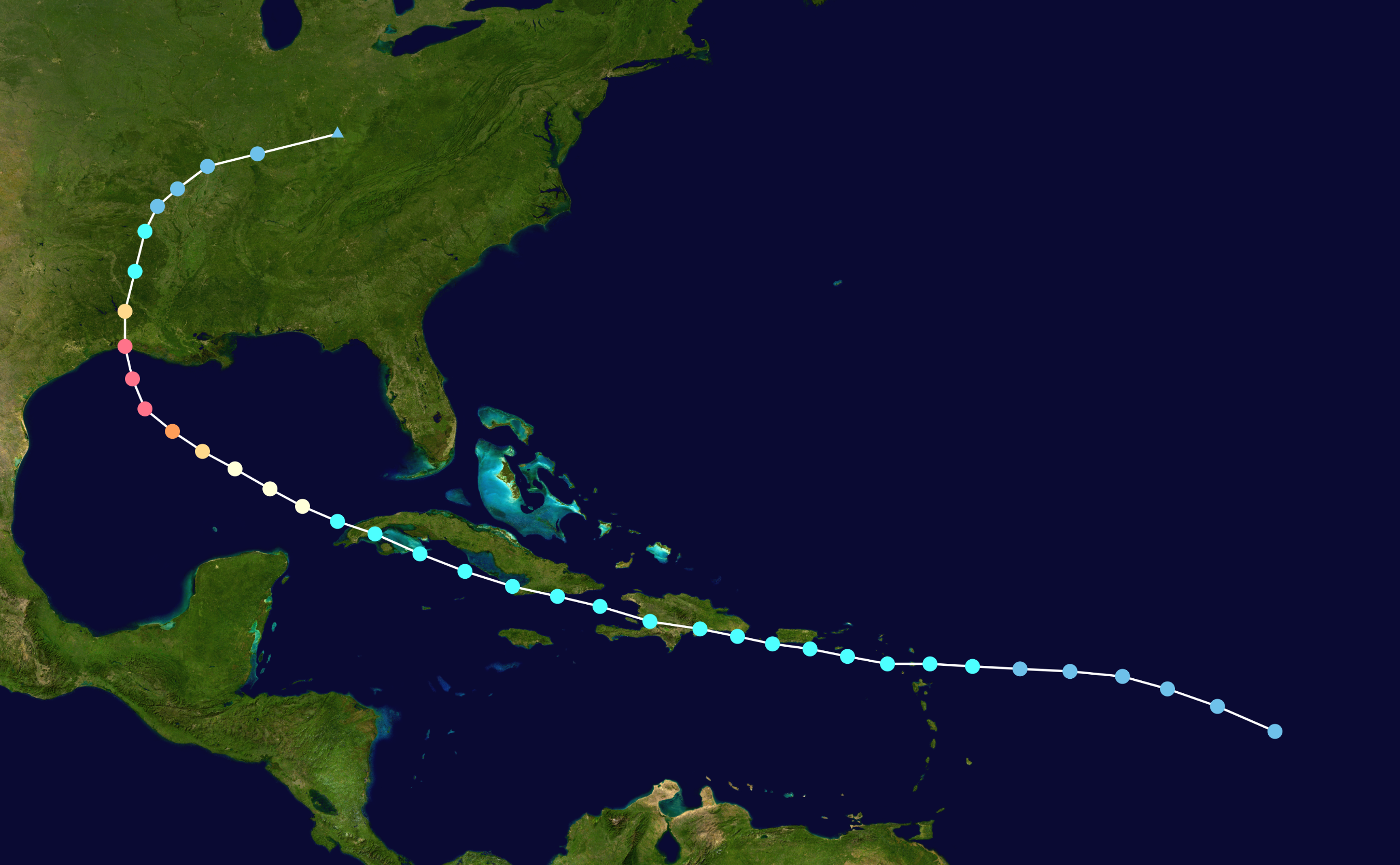
Карта шляху і інтенсивності Урагану Лора за шкалою ураганів Саффіра-Сімпсона

16 серпня біля західного узбережжя Африки виникла тропічна хвиля. Того дня Національний центр ураганів США (NHC) відзначив можливість, що система в кінцевому підсумку може перерости в тропічний циклон, а імовірність того, що це станеться у п'ятиденний термін, оцінювалася приблизно в 20 %. Через добу NHC оцінював імовірність того, що хвиля протягом п'яти днів переросте у тропічний циклон, вже у 50 %, а 18 серпня збільшив імовірність до 90 % . У межах хвилі, з дощовими смугами, розташованими поблизу центру, що були ознаками тропічного циклону. 20 серпня супутникові знімки показали, що у системі утворився визначений центр циркуляції низького тиску (LLCC) з конвекційною системою навколо нього. Як результат, NHC почав видавати рекомендації щодо тропічної депресії тринадцять, коли вона розташовувалася приблизно за 1035 миль (1670 км) на схід-південний схід від Північних Підвітряних островів.
21 серпня мисливці за ураганами влетіли в тропічний циклон і спостерігали штормовий вітер; в результаті NHC підвищив депресію до тропічного шторму Лора, коли вона була приблизно за 375 км на схід-південний схід від Північних Підвітряних островів. Це зробило Лору найбільш раннім дванадцятим Атлантичним штормом — попередній рекорд, що належав урагану Луїс 1995 року, було випереджено на вісім днів. Під час перетину Підвітряних островів Лора була погано організована, мало грозової активності поблизу центру, погано окреслених дощових смуг на південь та чітко визначеного відтоку. Шторм посилився, проходячи на південь від Пуерто-Рико, спричиняючи велику площу гроз. На початку 23 серпня Лора вийшла на берег Домініканська Республіка біля Сан-Педро-де-Макоріс, з вітрами 45 миль на годину (72 км/год). Пізніше того ж дня центр Лори пройшов поблизу Санто-Домінго, столиці Домініканської Республіки. Поки шторм перетнув острів, система покращилась. Пізніше, 23 серпня, Лора вийшла з Гаїті і перетнула Навітряний прохід, здійснивши другий вихід на сушу біля провінції Сантьяго-де-Куба, вже як тропічний шторм середньої сили, з вітром 60 миль на годину (95 км/год) і мінімальним тиском у центрі 1000 мбар (29,53 дюйма рт. ст.). Структура шторму руйнувалась, втративши своє внутрішнє ядро від гроз, і Лора вийшла на узбережжя на заході Куби в провінції Пінар-дель-Ріо близько 00:00 UTC 25 серпня. Буря реорганізувалась після того, як пізніше того ж дня вийшла в Мексиканську затоку.
З легким зсувом вітру та теплими температурами поверхні моря в Мексиканській затоці Лора почала посилюватися, коли вона відстежувалась на захід-північний захід від Куби, керованої великим хребтом над східною частиною Сполучених Штатів та жолобом над центральною частиною Техасу. Конвективна система перетворилась на центральну щільну хмарність. О 12:15 UTC 25 серпня, NHC підвищив Лору до статусу урагану, на основі повідомлень «Мисливців на урагани». 26 серпня глибока конвекція урагану організувалась і стала більш симетричною, око стало чітким. Того дня, о 12:00 за UTC, Лора посилилася і стала першим великим ураганом, а лише через шість годин дійшла до 4 категорії. О 01:00 UTC 27 серпня Лора досягла пікової інтенсивності 240 км/год при тиску 937 мбар (27,67 дюйма рт. ст.). Через дві години тиск Лори почав коливатися, коли вона наблизилася до узбережжя Луїзіани. Того самого дня о 06:00 за UTC UTC Лора вийшла на берег біля Камерона, штат Луїзіана, із вітром 150 миль/год (240 км/год) та тиском 937 мбар (27,67 дюйма рт. ст.); це зв'язало Лору з ураганом «Останній острів» 1856 року, як найсильніший із зареєстрованих циклонів, який вийшов на берег у Луїзіані на основі максимальної стійкої швидкості вітру. Лора почала швидко слабшати після того як почала рухатися вглиб суходолу.

## Підготовка

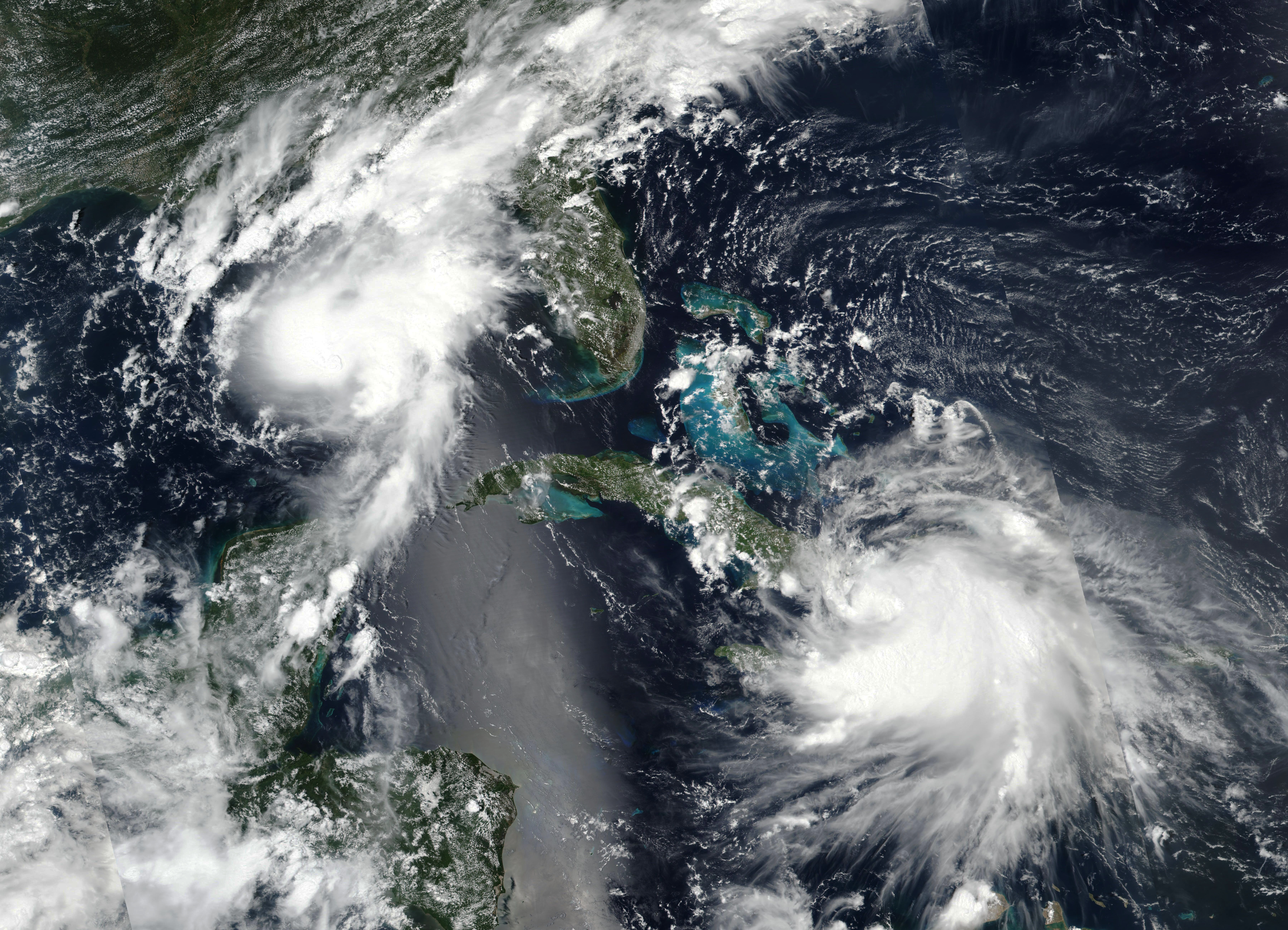
Ураган Марко (ліворуч) і тропічний шторм Лора (праворуч) 23 серпня.

### Малі Антильські та Віргінські острови
Готуючись до шторму, школи були закриті в Ангільї та Антигуа. 20 серпня для кількох островів було оголошено попередження про тропічний шторм. Шторм спричинив закриття всіх портів на Британських Віргінських островах.

### Домініканська республіка
Попередження про тропічний шторм охопило узбережжя від Пунта Паленке до північного кордону Гаїті. Також було оголошено червоний рівень тривоги для 18 провінцій, жовтий – для 8 і зелений – для 6.

### Гаїті
Влада Гаїті закликала людей евакуюватися до притулків, а також не забувати носити маски та дотримуватися правил соціального дистанціювання в районах через пандемію COVID-19.

### Ямайка і Кайманові острови
Хоча за прогнозами центр Лаури залишився на північ від Ямайки, передбачалося, що пов’язані з ним смуги дощів на південній стороні циркуляції принесуть значні опади. 23 серпня Метеорологічна служба Ямайки оголосила про раптові повені для низинних районів по всій країні. Пізніше це було оновлено до попередження про раптову повінь 24 серпня, оскільки проливні дощі вплинули на країну.
Спочатку передбачалося, що основна частина шторму залишиться на північ від Кайманових островів, але оскільки прогноз продовжував зміщуватися далі на південний-захід від попереднього прогнозу, прогнози значних опадів і сильного вітру  продовжували зростати. Уряд Кайманових островів опублікував попередження про тропічний шторм для своїх островів 23 серпня. Це було на додаток до вже опублікованих заяв про несприятливі погодні умови та попереджень про повінь.

### Куба
Напередодні першого виходу на Кубу 23 серпня по всій країні були оголошені попередження про тропічний шторм. У якийсь момент західний край Куби одночасно перебував під попередженням про тропічний шторм від Лаури та попередженням про тропічний шторм урагану Марко. Офіційні особи евакуювали 106 000 людей у провінції Сантьяго-де-Куба, 81 300 у провінції Ольгін та 12 000 у провінції Гуантанамо. В якості запобіжного заходу в провінції Гуантанамо було запобіжно відключено електроенергію. 24 серпня ще 45 000 осіб було евакуйовано провінцію Вілья-Клара, 16 466 осіб у провінції Матансас і 300 осіб у провінції Сьєго-де-Авіла. Тривала пандемія COVID-19 ускладнила евакуацію, в результаті чого типові притулки для евакуації, такі як школи, не відкривалися. Ті з підозрою на зараження були переселені в карантинні центри. Мешканців по всій країні сповістили про ймовірність широкомасштабної повені, оскільки багато водосховищ майже повні.

### Сполучені Штати
Урагани «Марко» та «Лора» загрожували великій частині нафтових платформ, розташованих у Мексиканській затоці. До 23 серпня було зупинено приблизно 58 відсотків видобутку нафти та 45 відсотків видобутку природного газу; це включало евакуацію 114 платформ. До 25 серпня було евакуйовано 299 з 643 платформ і 27 з 28 мобільних бурових установок. Для цього шторму було видано сім годин торнадо. До них належали прибережні води, а також Техас, Луїзіана, Міссісіпі, Арканзас, Теннессі, Алабама та Кентуккі. Співробітники офісу NWS у Лейк-Чарльзі також були евакуйовані; NWS Brownsville видає попередження для їхнього регіону. Коли Лора наближалася до берега, для Луїзіани та Техасу було оголошено  попередження про сильний вітер.

#### Пуерто-Рико
Губернатор Пуерто-Ріко Ванда Васкес оголосила надзвичайний стан, і команди FEMA були готові допомогти з відновленням у Пуерто-Рико.

#### Флорида
21 серпня губернатор Флориди Рон Десантіс оголосив надзвичайний стан у південних округах штату. В окрузі Меріон було попередньо створено мобільний госпіталь, а комплекти засобів індивідуального захисту були підготовлені для розповсюдження в притулках. У зв’язку з наближенням шторму для Флорида-Кіс було оголошено спостереження за тропічним штормом, хоча північна сторона області була опущена, коли Лаура пішла далі на південь, ніж очікувалося. Мер округу Монро Хізер Каррузерс оголосила місцевий надзвичайний стан і обов'язкову евакуацію в мобільних будинкахі човни, хоча відвідувачам дозволялося залишатися.

#### Техас

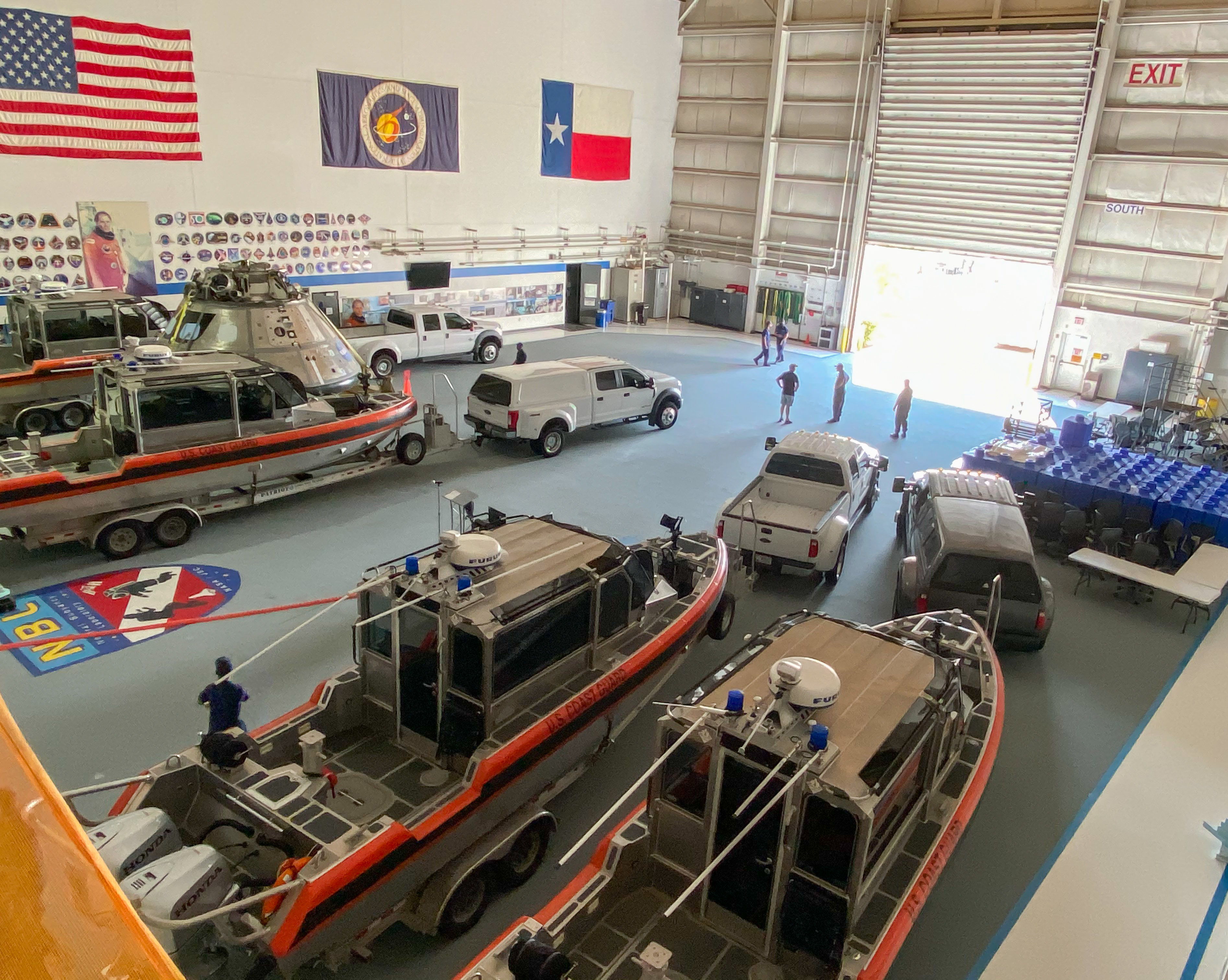
Човни берегової охорони Сполучених Штатів перед стоянкою на базі НАСА в Г'юстоні

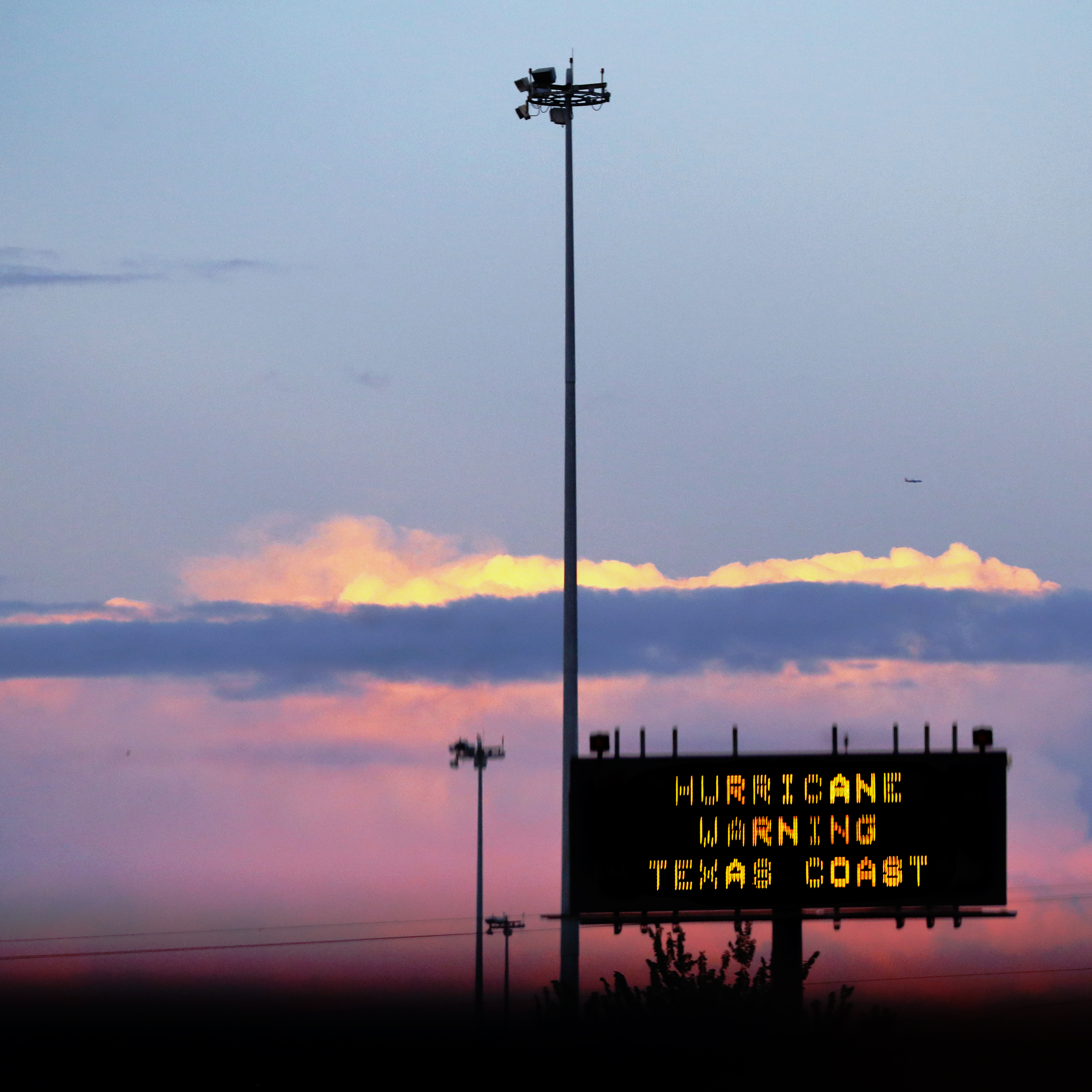
Дорожній знак у Техасі 25 серпня

24 серпня було оголошено попередження про ураган, тропічні шторм та штормовий приплив в районах, головним чином поблизу та на схід від Галвестона. Більшість із них було оновлено наступного дня, а також було оголошено попередження про раптові повені для східної частини штату.
23 серпня губернатор Техасу Грег Ебботт оголосив надзвичайний стан у 23 округах на сході Техасу. 25 серпня були видані накази про обов'язкову евакуацію для низинних районів округів Чемберс, Галвестон і Джефферсон, а також для всього округу Орандж. Це включало весь півострів Болівар і міста Галвестон і Порт-Артур. Міська влада Галвестона повідомила жителям, що всі міські служби будуть припинять працювати опівдні 25 серпня, а після прибуття урагану екстрені служби будуть призупинені. Для допомоги в евакуації було залучено 50 автобусів. Було видано наказ про добровільну евакуацію прибережних районів округів Бразорія та Гарріс. Приблизно 385 000 людей були евакуйовані в штаті, включаючи все місто Бомонт.

#### Луїзіана

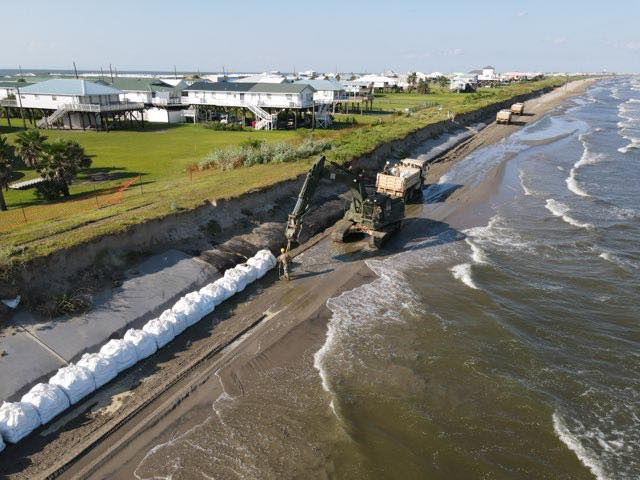
Солдати та транспортні засоби Національної гвардії Луїзіани зміцнюють дамбу перед ураганом «Лора»

24 серпня майже для всієї берегової лінії було оголошено спостереження за ураганом, тропічним штормом та штормовим припливом. Це сталося лише через кілька годин після того, як у південно-східній частині штату було скасовано попередження про тропічний шторм та штормовий приплив для Марко. Більшість було оновлено до попереджень наступного дня, а також було оголошено спостереження про раптові повені для західної половини штату, оскільки очікується понад 10 дюймів (250 мм) дощу. У міру зростання загрози припливу для берегової лінії NHC заявив, що буде «непережитий штормовий приплив із великими та руйнівними хвилями».
У зв’язку загрозою виходу Марко та Лаури на берег в Луїзіані 21 серпня губернатор Луїзіани Джон Бел Едвардс оголосив надзвичайний стан у 36 округах. Евакуацію, пов’язану з Марко, проводили в округах Плакмін, Джефферсон та містах Гранд-Айл і Порт-Форшон. 25 серпня було видано наказ про обов’язкову евакуацію всього округу Калькасьє, приблизно 200 000 осіб. Через пандемію COVID-19 було відкрито державні притулки з розставленими ліжками далі один від одного. За кілька годин до того, як Лаура вийшла на берег 26 серпня, I-10 було закрито в обох напрямках між кордоном Луїзіани та Техасу на схід до басейну Атчафалая.

#### Міссісіпі
Незважаючи на те, що берегова лінія Міссісіпі була далеко від центру шторму, 24 серпня було оголошено попередження про штормовий приплив в Оушен-Спрінгс на захід через величезні розміри Лаури. Однак було знято до того, як шторм обрушився на сушу. [51] Губернатор штату Міссісіпі Тейт Рівз 22 серпня оголосив надзвичайний стан через урагани «Лаура» та «Марко», які загрожували штату, і федеральний уряд надав це рішення 24 серпня.

#### Арканзас
Пошуково-рятувальні групи були переведені в режим очікування, оскільки губернатор Аса Гатчінсон оголосив надзвичайний стан напередодні урагану «Лора» та виділив 250 000 доларів на підготовку до наслідків шторму. Через день президент Дональд Трамп оголосив надзвичайний стан у штаті Арканзас. Вперше в історії штату Національна метеорологічна служба опублікувала попередження про тропічний шторм для кількох південних округів Арканзасу, причому місцеві синоптики передбачили, що райони на південний схід від Літл-Року зазнають найбільшого ризику пошкодження.

## Наслідки
| Країна/Територія         | Країна/Територія         | Загиблі | Збиткі     | Примітки |
| ------------------------ | ------------------------ | ------- | ---------- | -------- |
| Антильські острови       | Антильські острови       | 0       | 100 млн.   |          |
| Домініканська республіка | Домініканська республіка | 9       | 100 млн.   | [ 62 ]   |
| Гаїті                    | Гаїті                    | 31      | 100 млн.   |          |
| Куба                     | Куба                     | 0       | 100 млн.   |          |
| Ямайка                   | Ямайка                   | 0       | 100 млн.   |          |
| Кайманові Острови        | Кайманові Острови        | 0       | 100 млн.   |          |
| США                      | Пуерто-Рико              | 0       | 100 млн.   |          |
| США                      | Флорида                  | 1       | $23,2 млрд |          |
| США                      | Луїзіана                 | 30      | $23,2 млрд |          |
| США                      | Міссісіпі                | 0       | $23,2 млрд | [ 63 ]   |
| США                      | Техас                    | 10      | $23,2 млрд |          |
| США                      | Арканзас                 | 0       | $23,2 млрд |          |
| Totals:                  | Totals:                  | 81      | $23,3 млрд |          |

«Лора» спричинила масштабні руйнування протягом більшої частини свого шляху: тропічний штормовий вітер пройшов майже над усіма Антильськими островами , ураганні та тропічні штормові вітри вплинули на частини Флориди, Луїзіани, Техасу, Міссісіпі та Арканзасу, а також повені та шторми. Збитки оцінюються в понад 23,3 мільярда доларів США, і щонайменше 81 людина загинула, 63 з них походять з Гаїті що робить Лауру 16-м найдорожчим ураганом в історії. Втрати сільського господарства в Луїзіані оцінюють у 1,6 мільярда доларів, тому Лора завдала шкоди сільському господарству Луїзіани більше, ніж урагани Катріна та Ріта разом взяті.

### Малі Антильські острови
Коли ураган проходив  через Підвітряні острови, шторм приніс сильні опади на острови Гваделупа та Домініка, що було зафіксовано на радіолокаційних знімках із Гваделупи. На Нідерландських Антильських островах Саба, Сінт-Естатіус і Сінт-Мартен спостерігалися незначні повені. Частичні відключення електроенергії торкнулися 4000 людей у  Сент-Кітс і Невісі. На Віргінських островах максимальний порив вітру сягав 41 милі на годину (66 км/год) був зареєстрований у Сенді-Пойнт, Сент-Крус. Це спричинило деякі перебої з електроенергією та раптові повені на Віргінських островах.

### Домініканська республіка

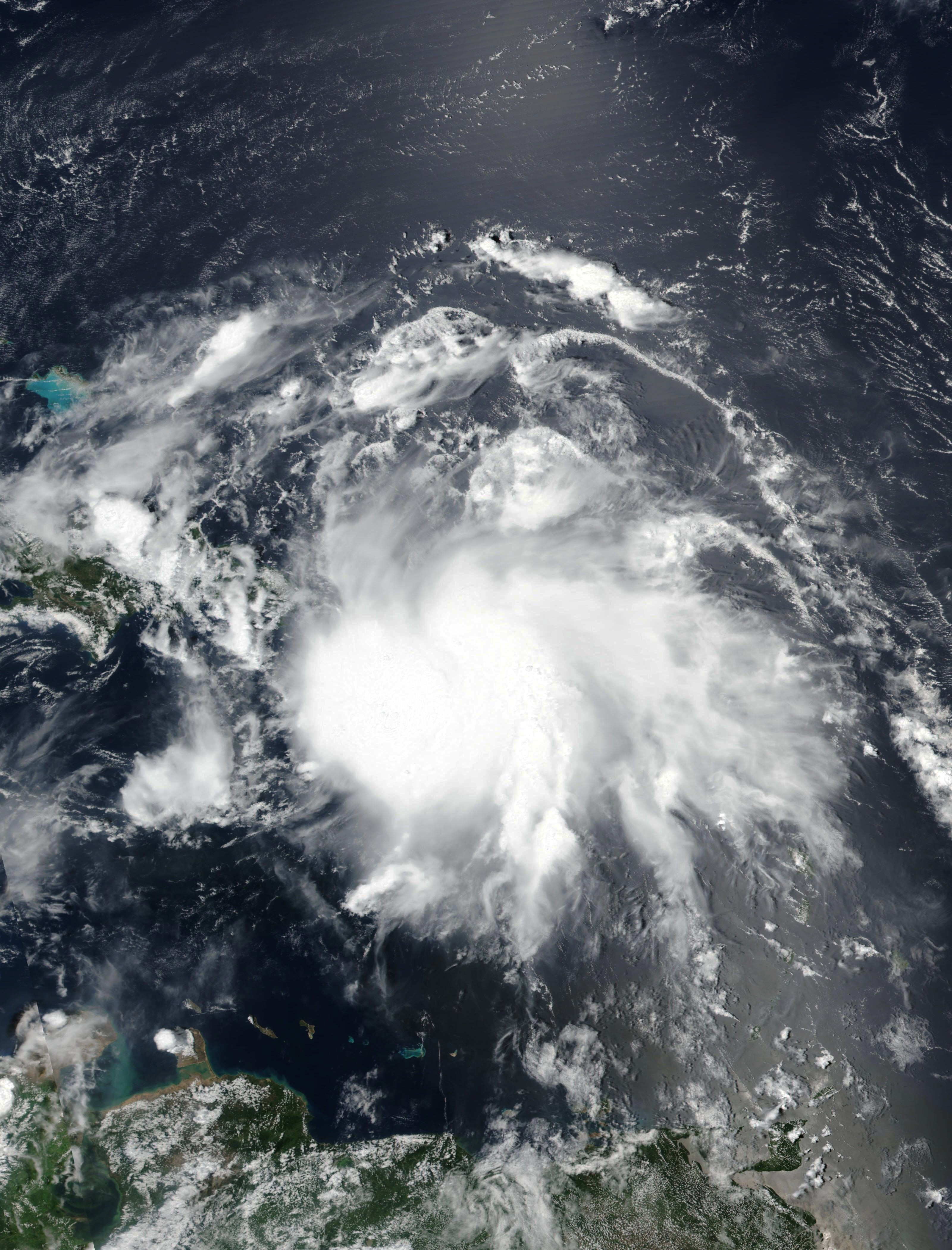
Тропічний шторм Лора над протокою Мона наближається до Домініканської Республіки та Гаїті 22 серпня

Тропічний шторм Лора приніс руйнівні вітри та повені на більшу частину Домініканської Республіки. Опади були найсильнішими вздовж південного узбережжя, з піком 24-годинного накопичення 11,7 дюймів (300 мм) у Бараоні.  Приблизно 1,1 мільйона людей втратили електроенергію, а 1,56 мільйона людей зазнали перебоїв у водопостачанні. Ранні оцінки станом на 24 серпня вказували на значні пошкодження 1791 будинку, що спонукало до евакуації 8995 осіб. У Санто-Домінго жінка та її син загинули після того, як їхній будинок обвалився через дощ, який приніс шторм а в Педро-Бранд чоловік загинув, коли на його будинок впало дерево. Повідомлялося про сильну повінь у Санто-Домінго. Офіцер поліції загинув після падіння на обірваний електричний кабель у провінції Еліас-Пінья.

### Гаїті
Подібно до Домініканської Республіки, сильні опади вплинули на більшу частину Гаїті; метеостанція в Порт-о-Пренсі виміряла 6,61 дюйма (168 мм) дощу. Масштабна повінь вплинула на країну, змусивши багато сімей покинути свої домівки. Станом на 28 серпня підтверджено загибель щонайменше 31 людини, ще 8 зниклих безвісти. Дамба Пелігр переповнилася через що розпочалась повінь в долині Артибоніт. Міністр громадських робіт Надер Джоасеус попередив жителів, що дамба може обвалитися. Сільське господарство зазнало значної шкоди, оскільки країна боролася з нестачею продовольства, пов’язаною з COVID-19. Повінь пошкодила 447 будинків і зруйнувала ще 15 у департаменті Артибоніт.

### Куба

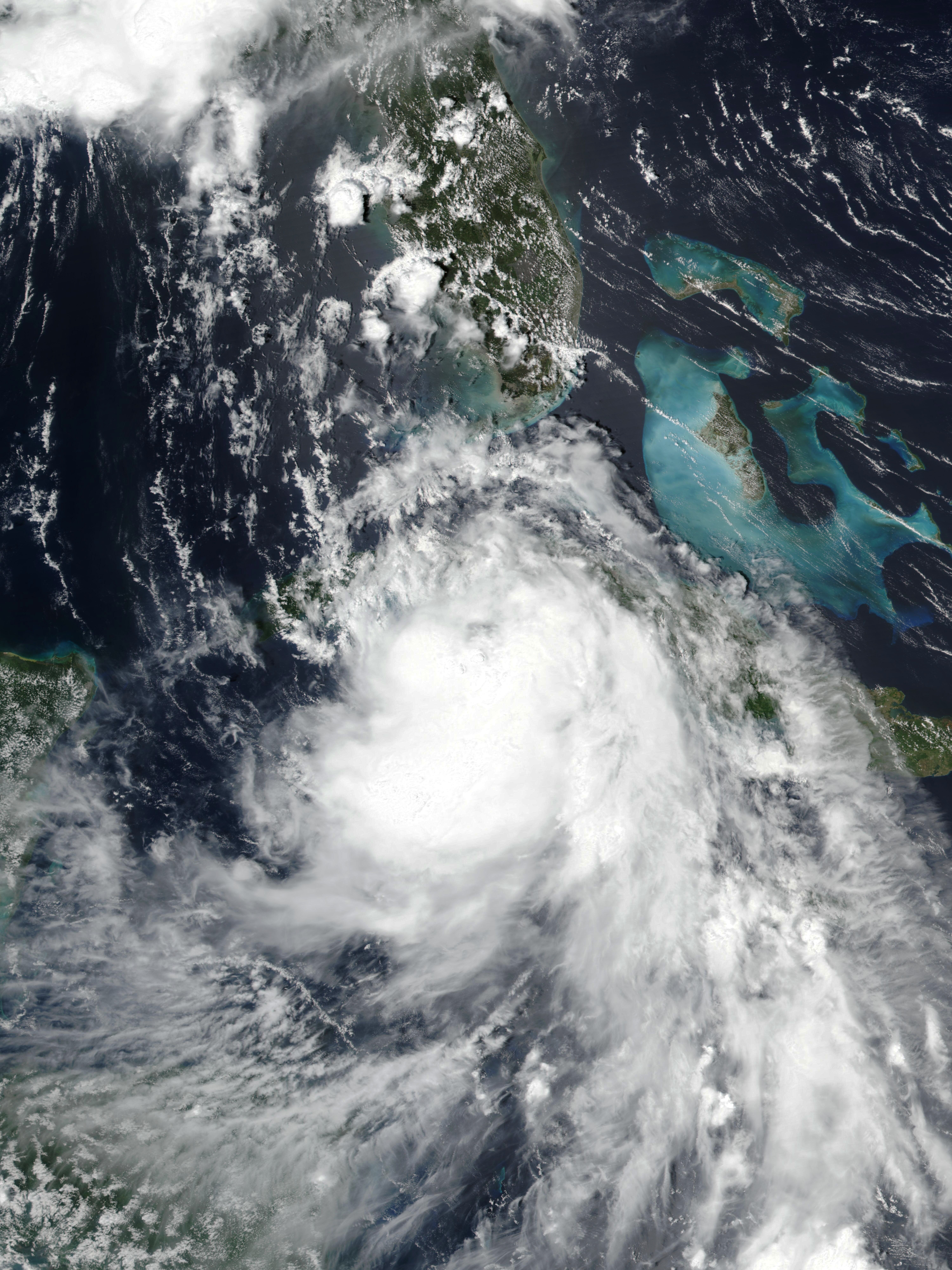
Тропічний шторм «Лора» над затокою Батабано поблизу свого другого кубинського виходу на сушу 24 серпня

Тропічний шторм «Лора» пройшовши острів Гаїті, 23–24 серпня приніс руйнівні вітри та повені на південний схід Куби. Пориви вітру сягали 91 миль/год (146 км/год) у Майсі, зриваючи дахи з будинків і валяючи дерева. Кількість опадів досягла 9,51 дюйма (241,5 мм) у Сантьяго-де-Куба, і 7,50 дюйма (190,6 мм) у Сан-Антоніо-дель-Сур, Гуантанамо. Збитки в провінції Ольгін були відносно обмеженими; деякі споруди та посіви були пошкоджені, а також відбулися окремі перебої з електроенергією. Міст у Буей-Арріба, провінція Гранма, обвалився через повінь, яка ізолювала 30 громад. Станція в Кабо-Крус зафіксовано тривалий вітер 50 миль/год (80 км/год) і порив 65 миль/год (104 км/год). У провінції Лас-Тунас сталися невеликі повені та відключення електроенергії.

### Ямайка і Кайманові острови
Раптова повінь на Ямайці призвела до значних збоїв у роботі дорожньої інфраструктури. Метеостанція в Негрилі, Ямайка, спостерігала 4,97 дюйма (126 мм) дощу. Зсув заблокував головну дорогу до міста Гордон; нестабільний рельєф заважав зусиллям по розчищенню сміття. Міст у парафії Сент-Томас змило, ізолюючи жителів Трінітівіля, штат Джорджія, та Сідар-Веллі. Крім того, головна дорога, що сполучала Папайн із Даллаським замком у Булл-Бей, обвалилася. Пориви вітру досягали 35-40 миль/год (56-64 км/год) вздовж південного узбережжя біля Кінгстона та в Монтего-Бей на північному узбережжі країни. За даними Національного агентства робіт Ямайки (NWA), початкові оцінки збитків становили близько 54 мільйонів ямайських доларів (360 000 доларів США).
Поривчастий вітер і сильні опади вплинули на Кайманові Острови, коли Лора пройшла лише на північ.